# Pecora (Fluss)
Der Pecora ist ein 23 Kilometer langer Fluss in der Toskana, der die italienische Provinz Grosseto von Norden nach Südwesten durchläuft und bei Scarlino im Arcipelago Toscano ins Tyrrhenische Meer mündet.

## Verlauf
Der Pecora entspringt südlich des Berges Monte Arsenti zwischen dem Hauptort Massa Marittima und seinem Ortsteil Montebamboli. Im Gemeindegebiet von Massa Marittima fließt er insgesamt 14 Kilometer, wobei nach Cura Nuova die Kanalisierung beginnt. Danach tritt er in das Gemeindegebiet von Scarlino ein (insgesamt sieben Kilometer), wovon er zwei Kilometer als Gemeindegrenze zu Follonica verbringt. Bei Casone di Scarlino teilt sich der Fluss in zwei Arme auf, wobei der ältere Teil (Pecora Vecchia) über den Kanal Allacciante di Scarlino abfließt und der neuere, ebenfalls kanalisierte Teil, bei Puntone di Scarlino kurz südlich des Pecora Vecchia und ebenfalls in den Sümpfen von Scarlino (Padule di Scarlino) ins Tyrrhenische Meer mündet.

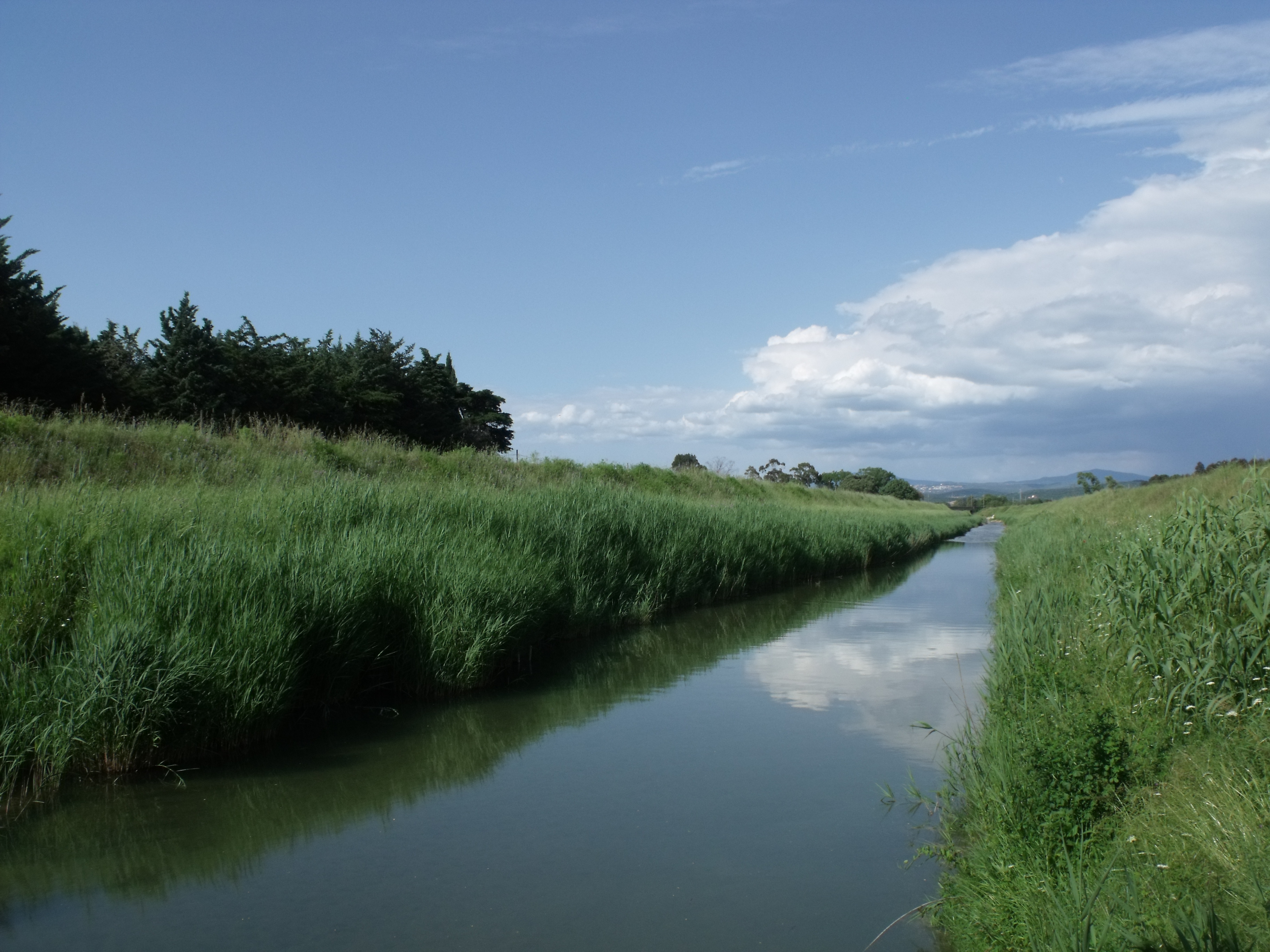
Der Pecora als Grenzfluss zwischen Follonica (links) und Scarlino (rechts)
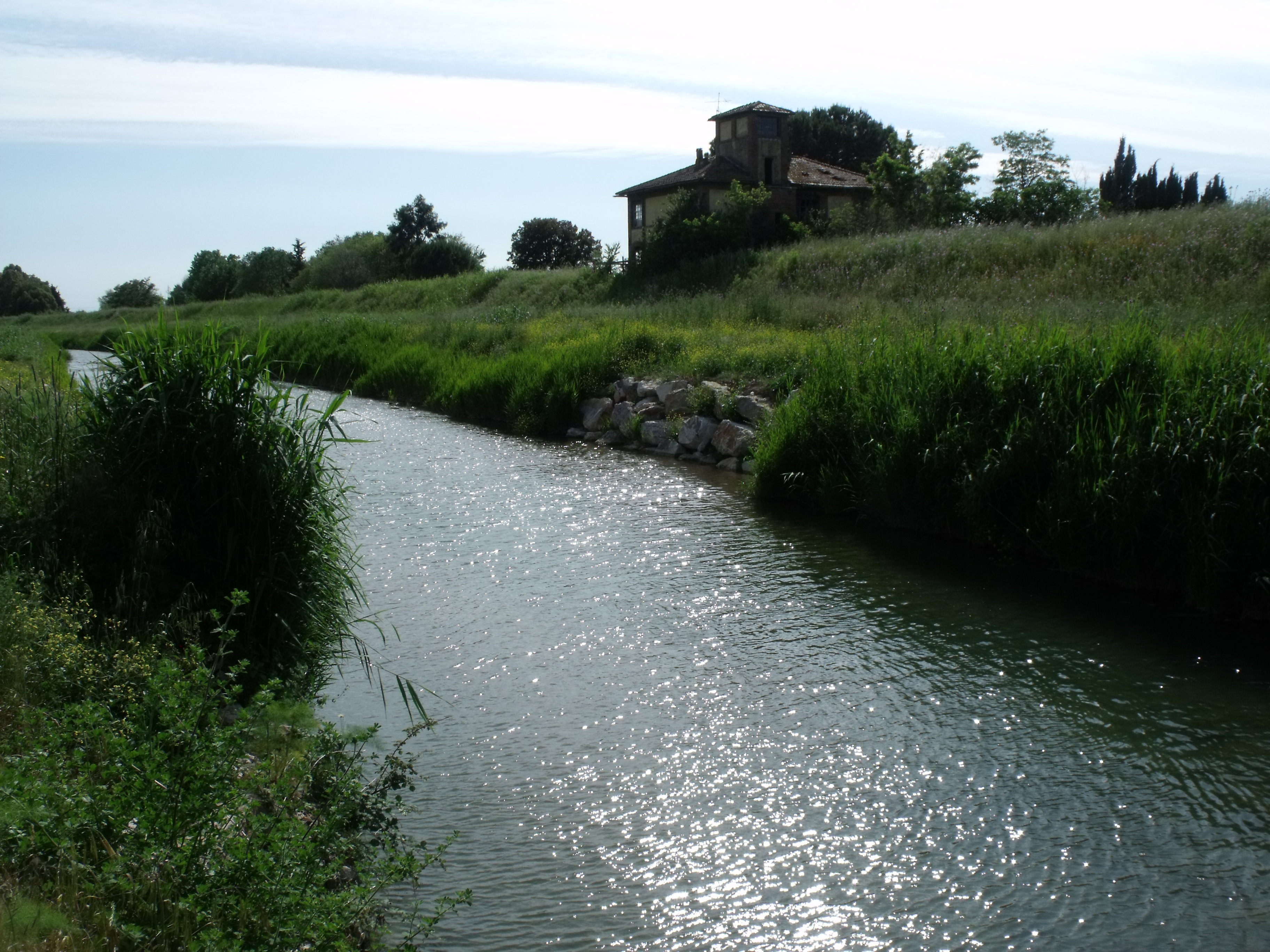
Der Pecora als Grenzfluss zwischen Scarlino (links) und Follonica (rechts)
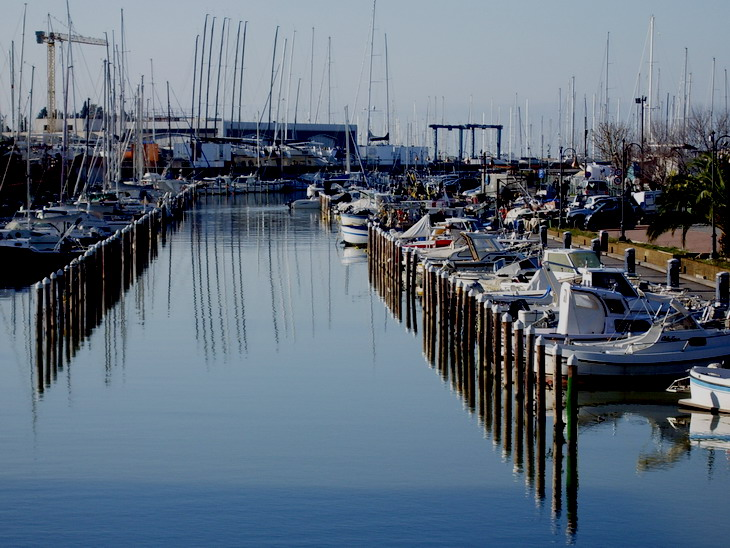
Der Pecora am Hafen von Puntone di Scarlino